# Jion
Jion (jap. 慈恩) ist der Name einer Karate-Kata und bedeutet Liebe und Güte. Sie wird zur selben Gruppe wie Jiin und Jitte gezählt.
Die Kata hat ihren Ursprung vermutlich in China und wurde von der Tomari-Region auf Okinawa ausgehend verbreitet. Man vermutet, dass der Name der Kata auf den Tempel Ci'en si (chinesisch 慈恩寺, jap. Jion-ji) bzw. einen dort tätigen Abt Kui Ji (632–682; chinesisch 窺基, Pinyin Kuījī, jap. Ki Ki), dessen postumer Name Jion-daishi (japanisch 慈恩大師) ist, zurückgeht.
Diese typische Shōtōkan-Kata hat Meister Gusukuma (Meister Azatos) als Schöpfer. Sie ist eine der höheren Grundkata von mittlerer Schwierigkeit, muss zum 1. Dan beherrscht werden und besteht aus 46 Bewegungen. Sie wird auch noch im Wadō-Ryū, im Shitō-Ryū und im Kobayashi-ryū praktiziert. Ihr Ablauf und Rhythmus sind gleich und die Techniken nahezu identisch. 
Typische Techniken sind Yori Ashi und Drehung (Manji uke) mit Folgeabwehr in oberer, mittlerer und unterer Stufe.
Jion ist gemäß WKF-Wettkampfreglement neben Kanku-Dai eine der beiden Shitei- (Pflicht-) Kata der Stilrichtung Shotokan. Sie sollte in einer Zeit von zirka 60 Sekunden ausgeführt werden.